# お嬢と番犬くん
『お嬢と番犬くん』（おじょうとばんけんくん）は、はつはるによる日本の漫画作品。『別冊フレンド』（講談社）にて、2019年1月号から連載中。
ヤクザの組長の孫と、その世話係である若頭の恋愛模様を描くラブコメディ。
2024年12月時点で累計発行部数は336万部を突破している。
メディアミックスとして、2023年9月よりテレビアニメが放送された。また、2025年3月には実写映画版が公開された。

## あらすじ
祖父が三代目瀬名垣組組長という家庭の事情で、周囲から恐れられて、友人も恋人もできずに生きてきた瀬名垣一咲。片思いしている若頭の宇藤啓弥をあきらめ、普通の恋愛をするために高校へ入学するが、過保護な啓弥は年齢を詐称しともに通学をする。

## 登場人物
声の項はテレビアニメ版の声優。演の項は実写映画版の俳優。

### 主要人物
瀬名垣 一咲（せながき いさく）
声 - 鬼頭明里 / 演 - 福本莉子
本作の主人公。12月26日生まれの15歳→16歳の高校一年生。啓弥に片思いをしているが、後に恋人同士となる。両親は一咲が5歳の時に交通事故で亡くなった。真面目で大人しい性格だが、人見知りで優しげな雰囲気を持つ淡い金髪で巨乳というスタイル抜群な美少女。ヤクザの組長の孫という事が原因で友達や恋人がいなかったという事もあり、人間付き合いが苦手である。このことから普通や平凡に人一倍憧れており、高校も自分の素性がバレていない遠くの学校を選んだ。実は啓弥に一目ぼれに近い好意を抱いていたが、このこともヤクザの孫という周囲の目により閉ざすようになっていた。
宇藤 啓弥（うとう けいや）
声 - 梅原裕一郎 / 演 - ジェシー
瀬名垣組若頭で、一咲の世話係で家事全般が得意。12月22日生まれの26歳。ボディガードを自ら志願しただけに腕っぷしが強い。一咲の恋愛の仕方や思春期の男子を信用できなかったこともあり、「一咲を悪い虫から守る」という名目で一咲と同じ高校へ通っている。自身の正体を知っている学校関係者は校長のみ。保護者としての自覚が強く、一咲を何かと子ども扱いするなど非常に過保護で、たまにやりすぎてしまうことも。皮肉が通じないなど鈍感で少々変わり者だが真面目なイケメンで後に一咲と惹かれあい恋人同士となる。

### 一咲と啓弥を取り巻く人々
安藤（あんどう）・勝木（かつき）
声 - 上田瞳・青山吉能 / 演 - 松井遥南・香音
一咲の友人たちで共に下の名前は不明。一咲と啓弥を陰ながら応援している。安藤はショートカットで中学時代に彼氏がいたことがありキス経験がある。勝木は肩までの長さの髪が特徴である。
実写映画版では、名前は安藤優希と勝木友麻となっている。
瑠可（るか）・金剛（こんごう）
声 - 井上雄貴・今井文也 / 演 - 岩瀬洋志・葵揚
瀬名垣組の組員。啓弥の部下。瑠可は今時の若者風で、金剛はスキンヘッドなのが特徴。
田貫 幹男（たぬき みきお）
声 - 榎木淳弥 / 演 - 櫻井海音
太助の兄弟分の孫で一咲と同い年。幼少期から素行が悪く、両親に見捨てられる形で祖父に引き取られたかなりの不良である。時代からか厳しい祖父や周囲に反発気味で暇つぶしとして一咲、啓弥と同じ高校に通い、ちょっかいを出している。
関谷 香織（せきや かおり）
声 - 中原麻衣 / 演 - 佐々木希
瀬名垣組が経営する老舗クラブでホステスをしていた。啓弥と体の関係があった。2人の仲を応援している。
四道 國孝（しどう くにたか）
瀬名垣組の元組員。登場してくるヤクザの中でもかなりの強面。（分家した）一咲の母であり、かつて自身が世話係を務めていた翠と4年付き合っていた。

### 瀬名垣家
瀬名垣 太助（せながき たすけ）
声 - てらそままさき / 演 - 杉本哲太
一咲の母方の祖父で、三代目瀬名垣組組長。普段は温厚な性格だが、頭が切れ、懇意にしている金目会傘下の喉黒組の組長・喉黒功生（のどぐろ いさお）から親父に推薦されている。部下に対する理解は深く、裏口入学をさせてまで啓弥を高校に行かせた。性や恋愛にも理解を示しており、娘や孫が自身の部下と交際している事を知ってもそれを認めたり、コンドームを渡すなどしていた。
瀬名垣 翠（せながき すい）
一咲の母。一咲によく似たショートカットの女性。前述の通り交通事故で夫共々亡くなって故人。やんちゃな性格だったが、母になってからは家を出て、普通の生活を望んだ。四道とは4年交際していた。

### 田貫家
田貫 淳之介（たぬき じゅんのすけ）
演 - 飯田基祐
瀬名垣組の兄弟分である田貫組の組長。

## 書誌情報
- はつはる『お嬢と番犬くん』講談社〈講談社コミックス別冊フレンド〉、既刊9巻（2023年9月13日現在）
  1. 2019年4月12日発売[14][15]、ISBN 978-4-06-515154-9
  2. 2019年9月13日発売[16]、ISBN 978-4-06-517003-8
  3. 2020年1月10日発売[17]、ISBN 978-4-06-518251-2
  4. 2020年6月11日発売[18]、ISBN 978-4-06-519779-0
  5. 2020年11月13日発売[19]、ISBN 978-4-06-521317-9
  6. 2021年5月13日発売[20]、ISBN 978-4-06-523303-0
  7. 2022年1月13日発売[21]、ISBN 978-4-06-525897-2
  8. 2022年10月13日発売[22]、ISBN 978-4-06-529154-2
  9. 2023年9月13日発売[23]、ISBN 978-4-06-532984-9

## テレビアニメ
2023年9月から12月までTOKYO MXほかにて放送された。

### スタッフ
- 原作 - はつはる[6]
- 監督 - 高本宣弘[6]
- シリーズ構成 - 皐月彩[6]
- 脚本 - 皐月彩、平見瞠、冨田頼子[3]
- キャラクターデザイン - 番由紀子[6]
- プロップデザイン - 宮川治雄
- 色彩設計 - 木幡美雪[3]
- 美術監督 - 葛琳[3]
- 美術設定 - 高橋麻穂
- CGラインディレクター - 濱村敏郎
- 撮影監督 - 浅川茂輝[3]、横井惟織（第5話）、陳向廣（第6話）
- 編集 - 瀧川三智[3]
- 音響監督 - 郷文裕貴[3]
- 音響効果 - 安藤由衣[3]
- 音響制作 - ビットグルーヴプロモーション[3]
- 音楽 - 伊藤翼[3]
- 音楽制作 - ポニーキャニオン[7]
- 音楽プロデューサー - 椿本康雄
- プロデューサー - 伊藤裕史、渡部祐樹、大和雅恵、黒須信彦、中田博也、松井優子、菅谷忠史
- アニメーションプロデューサー - 村崎孝行、糀谷智司
- アニメーション制作 - project No.9[6]
- 製作 - 「お嬢と番犬くん」製作委員会

### 主題歌
「好きになっちゃダメな人」
オーイシマサヨシによるオープニングテーマ。作詞・作曲・編曲は大石昌良。
「Magie×Magie」
鬼頭明里によるエンディングテーマ。作詞は高瀬愛虹、作曲・編曲は脇眞富（Arte Refact）。

### 各話リスト
| 話数   | サブタイトル         | シナリオ | 絵コンテ        | 演出                | 作画監督                                                                                              | 総作画監督          | 初放送日       |
| ------ | -------------------- | -------- | --------------- | ------------------- | --- | ------------------- | -------------- |
| 第1話  | 春とはじまり         | 皐月彩   | 高本宣弘        | 高本宣弘            | 藤澤俊幸 瀬戸良兼 大野勉                                                                              | 番由紀子            | 2023年 9月29日 |
| 第2話  | 乙女心と親心         | 皐月彩   | 齋藤德明        | 川西泰二            | 重國浩子 瀬戸良兼                                                                                     | 番由紀子 千支羽久遠 | 10月6日        |
| 第3話  | キスとスキ           | 皐月彩   | 齋藤德明        | 加藤顕              | 瀬戸良兼 謝佳佳 王世林 王振业 金垣希 金鐘任 金淑禧 李熙周 RadPlus Revival                             | 番由紀子 千支羽久遠 | 10月13日       |
| 第4話  | 危険とトナリあわせ   | 皐月彩   | 齋藤德明        | 山内東生雄          | 王振业 李毅 谢博杰 Revival Studio EverGreen                                                           | 番由紀子 千支羽久遠 | 10月20日       |
| 第5話  | 波乱と手打ち         | 皐月彩   | 齋藤德明        | 高本宣弘 高橋朋宏   | 瀬戸良兼 金垣希 金鐘任 金淑禧 李熙周                                                                  | 番由紀子            | 10月27日       |
| 第6話  | 真夏と夜の夢         | 皐月彩   | 竹内光 吉川浩司 | 川西泰二            | 重國浩子 瀬戸良兼 松本勝次 新谷真昼 金垣希 金鐘任 金淑禧 李熙周 Jang Sangmi Kim Jihyong sun jian ging | 番由紀子 千支羽久遠 | 11月3日        |
| 第7話  | 狸と番犬             | 平見瞠   | 齋藤德明        | 高本宣弘 高橋朋宏   | 兰彦军 王振业 林炜 鳥尾 瀬戸良兼                                                                      | 番由紀子            | 11月10日       |
| 第8話  | 三文芝居とメロドラマ | 冨田頼子 | 齋藤德明        | 安江菜津美          | 藤澤俊幸 重國浩子 瀬戸良兼 大野勉 王世林 謝佳佳 RadPlus Revival                                       | 番由紀子 千支羽久遠 | 11月17日       |
| 第9話  | 刃傷と沙汰           | 皐月彩   | 齋藤德明        | 加藤顕              | 瀬戸良兼 王世林 謝佳佳 王振业 張金浩 吳曉偉 翁有威 金逸凡 徐晨寅 印傑 尤倩                            | 番由紀子 千支羽久遠 | 11月24日       |
| 第10話 | 移り香と囁き         | 平見瞠   | 齋藤德明        | 紫雄                | 鳥尾 劉華睿 王振业                                                                                    | 番由紀子            | 12月1日        |
| 第11話 | 来し方と行く末       | 冨田頼子 | 齋藤德明        | 山内東生雄          | 瀬戸良兼 松本勝次 王振业 STUDIO MASSKET Revival                                                       | 番由紀子            | 12月8日        |
| 第12話 | クズとハート         | 皐月彩   | 齋藤德明        | 安江菜津美 高橋朋宏 | 藤澤俊幸 劉華睿 崔志蘭 徐光咏 李文静 金垣希 金鐘任 金淑禧 李熙周 ANI-G                                | 番由紀子            | 12月15日       |
| 第13話 | 傷と恋人             | 皐月彩   | 高本宣弘        | 高本宣弘            | 藤澤俊幸 重國浩子 瀬戸良兼 松本勝次 新谷真昼                                                          | 番由紀子            | 12月22日       |

### 放送局
| 放送期間                 | 放送時間                     | 放送局     | 対象地域   | 備考                                   |
| ------------------------ | ---------------------------- | ---------- | ---------- | -------------------------------------- |
| 2023年9月29日 - 12月22日 | 金曜 0:30 - 1:00（木曜深夜） | TOKYO MX   | 東京都     |                                        |
|                          | 金曜 23:30 - 土曜 0:00       | BS朝日     | 日本全域   | 製作参加 / BS/BS4K放送 / 『アニメA』枠 |
| 2023年10月3日 - 12月26日 | 火曜 1:59 - 2:29（月曜深夜） | 読売テレビ | 近畿広域圏 | 製作参加 / 『MANPA』第1部              |

- インターネットでは、2023年9月29日金曜1:30（木曜深夜）よりAmazon Prime Videoにて見放題独占配信[26]。
- 2023年10月6日金曜1:30（木曜深夜）よりYouTube フル☆アニメTVにて各話1ヶ月 見逃し配信。

### BD
| 巻 | 発売日        | 収録話         | 規格品番       | 規格品番   |
| 巻 | 発売日        | 収録話         | きゃにめ限定版 | 通常版     |
| -- | ------------- | -------------- | -------------- | ---------- |
| 1  | 2024年1月17日 | 第1話 - 第4話  | SCXP-00161     | PCXP-51051 |
| 2  | 2024年3月20日 | 第5話 - 第8話  | SCXP-00162     | PCXP-51052 |
| 3  | 2024年5月29日 | 第9話 - 第13話 | SCXP-00163     | PCXP-51053 |

## 実写映画
2025年3月14日に公開された。監督は小林啓一、主演は福本莉子とジェシー。

### キャスト
瀬名垣一咲（せながき いさく）
演 - 福本莉子
宇藤啓弥（うとう けいや）
演 - ジェシー
田貫幹男（たぬき みきお）
演 - 櫻井海音
関谷香織（せきや かおり）
演 - 佐々木希
瀬名垣太助（せながき たすけ）
演 - 杉本哲太
田貫淳之介（たぬき じゅんのすけ）
演 - 飯田基祐
勝木友麻（かつき ゆま）
演 - 香音
安藤優希（あんどう ゆき）
演 - 松井遥南
轟将人（とどろき まさと）
演 - 井上想良
一咲と啓弥の隣のクラスの同級生。
天馬竜也（てんま りゅうや）
演 - ぐんぴぃ
田貫組の一員。幹男の運転手兼お目付け役。
金剛（こんごう）
演 - 葵揚
瑠可（るか）
演 - 岩瀬洋志
里中（さとなか）
演 - 平川結月
一咲のクラスメイト。

### スタッフ
- 監督：小林啓一[4]
- 原作：はつはる『お嬢と番犬くん』（講談社『別冊フレンド』KC）[4]
- 脚本：政池洋佑[4]
- 音楽：森いづみ[30]
- 主題歌：SixTONES「バリア」（ソニー・ミュージックレーベルズ）[31]
- 製作：市川南[30]
- 共同製作：上田太地、小山洋平、角田真敏、渡辺章仁、松下幸生[30]
- エグゼクティブプロデューサー：臼井央[30]
- 企画・プロデュース：春名慶[30]、小池祐里佳[4]
- プロデューサー：阿部謙三[30]
- ラインプロデューサー：臼井正明[30]
- 撮影：柳田裕男（J.S.C.）[30]
- 美術：竹渕絢子[30]
- 録音：日高成幸[30]
- 照明：宮尾康史[30]
- 装飾：三浦晃宏[30]
- 編集：田村宗大[30]
- 監督補：中田博之[30]
- 制作担当：松嶋翔[30]
- VFXスーパーバイザー：桑本祥一[30]
- スクリプター：谷恵子[30]
- スタイリスト：阿部公美[30]
- ヘアメイクデザイン：倉田明美[30]
- 音楽プロデューサー：有馬由衣[30]
- 宣伝プロデューサー：上野美穂[32]
- プロダクション統括：大槻厚史[30]
- 配給：東宝[33]
- 制作プロダクション：TOHOスタジオ[33]
- 製作：「お嬢と番犬くん」製作委員会（東宝、博報堂DYミュージック&ピクチャーズ、講談社、ローソン、クオラス）[32][33]